# 583 до н. е.

## Події
- Кирена: царем став Батт II з династії Баттіадів;
- скінчилася Перша священна війна.

## Померли
- Періандр — давньогрецький політичний діяч.
- Аркесілай I, давньогрецький цар Кирени.